# 喜入町 (鹿児島市)
喜入町（きいれちょう）は、鹿児島県鹿児島市の町。旧揖宿郡喜入町大字喜入。郵便番号は891-0203。人口は4,368人、世帯数は1,952世帯（2020年4月1日現在）。面積は11.93平方キロメートル。
1988年（昭和63年）1月1日に大字中名（現在の喜入中名町）及び大字前之浜（喜入前之浜町）の各一部から分割されて大字喜入として設置された。2004年（平成16年）に喜入町が鹿児島市に編入されるまでは喜入町役場が置かれており喜入町の中心地となっていた。

## 地理
鹿児島市の南部、八幡川下流域に位置している。町域の北方から西方にかけて喜入中名町、西方に南九州市知覧町永里、西方から南方にかけて喜入一倉町、南方に喜入前之浜町、東方に鹿児島湾が接している。
町域の東端を錦江湾に沿って国道226号が南北に通っており、沿線には道の駅喜入が所在している。国道226号にほぼ沿って指宿枕崎線が南北に通っており、町域内には喜入駅が所在している。中央部を東西に鹿児島県道232号喜入知覧線が通っている。中央部には鹿児島市役所喜入支所、鹿児島市立喜入中学校、鹿児島市立喜入小学校が所在しており、旧喜入町の中心地であった。

### 河川
- 八幡川[9]
- 愛宕川[9]

## 歴史
現在の喜入町は、1988年（昭和63年）に大字喜入として設置されるまで、大字中名（中名村）及び大字前之浜（前之浜村）の一部であった。但し行政区や小学校区としての喜入はかつてより存在しており、1988年（昭和63年）の字域再編によってこれを一致させた。

### 喜入の中心部として
現在の喜入町の区域は江戸時代から明治時代にかけての喜入郷、明治時代から昭和にかけての喜入村、昭和から平成までの喜入町、平成の大合併以降の鹿児島市喜入地域の中心地となっている。
明治時代初期には喜入郷の地頭仮屋及び常備隊の軍務所が現在の鹿児島市立喜入小学校の場所に設置されていた。1872年（明治5年）には常備隊は廃止され、それに代わって戸長役場が軍務所跡と現在の善行寺の場所に設置され、1879年（明治12年）の郡制施行により喜入郷4村の連合戸長役場が軍務所跡に設置された。
1889年（明治22年）の町村制施行後は喜入村の役場を喜入小学校敷地内に設置していたが、1896年（明治29年）に現在の鹿児島市役所喜入支所の敷地に移転した。1934年（昭和9年）5月20日には指宿線（現在の指宿枕崎線）が開通し、喜入駅が設置された。

### 大字喜入の設置以降
1988年（昭和63年）1月1日に大字中名及び大字前之浜の各一部から分割され、喜入町の大字「喜入」として設置された。分割された理由として「喜入町郷土誌」には『地区名（小学校区）と大字名の違いから生活に不便や不都合が生じた為』とある。
2004年（平成16年）11月1日に喜入町が日置郡松元町、郡山町、鹿児島郡吉田町、桜島町と共に鹿児島市に編入された。合併に際して設置された法定合併協議会である鹿児島地区合併協議会における協議によって、喜入町の区域の大字については「字の区域を廃止し、当該廃止された字の区域に相当する区域により新たに町の区域を設定し、その名称については表示案に基づき、各町の意向を尊重し合併までに調整するものとする」と協定された。
前述の協定に基づいて、合併前の10月26日に鹿児島県の告示である「 町の区域の設定及び字の廃止」が鹿児島県公報に掲載された。この告示の規定に基づき、それまでの大字喜入は廃止され、大字喜入の全域を以て新たに鹿児島市の町「喜入町」が設置された。
また、喜入に設置されていた喜入町役場は鹿児島市役所の支所となった。2011年（平成23年）10月には老朽化していた旧喜入町役場を使用していた喜入支所の建て替えが行われ、鹿児島市役所喜入支所と喜入公民館の複合施設として完成した。

### 字域の変遷
| 実施後                       | 実施年             | 実施前                         |
| ---------------------------- | ------------------ | ------------------------------ |
| 揖宿郡喜入町大字喜入（新設） | 1988年（昭和63年） | 揖宿郡喜入町大字中名（一部）   |
| 揖宿郡喜入町大字喜入（新設） | 1988年（昭和63年） | 揖宿郡喜入町大字前之浜（一部） |

## 人口
以下の表は国勢調査による小地域集計が開始された1995年以降の人口の推移である。
| 年                 | 人口  |
| ------------------ | ----- |
| 1995年（平成7年）  | 4,082 |
| 2000年（平成12年） | 4,376 |
| 2005年（平成17年） | 4,307 |
| 2010年（平成22年） | 4,325 |
| 2015年（平成27年） | 4,286 |

## 文化財

### 県指定
- 刀匠玉置家歴代の墓（記念物（史跡））[24]
刀工の玉置家の墓所であり、1985年（昭和60年）4月19日に県指定の記念物（史跡）となった[25]

### 市指定
- キイレツチトリモチ自生地（天然記念物（植物））[26]
キイレツチトリモチはツチトリモチ科の寄生植物である。1911年（明治44年）に喜入小学校の裏山において小学校教員によって発見され、植物学者で「日本の植物学の父」とも呼ばれる牧野富太郎によって「キイレツチトリモチ」と命名された[27][28]。1998年（平成10年）に喜入町指定天然記念物となった[27]。

## 施設

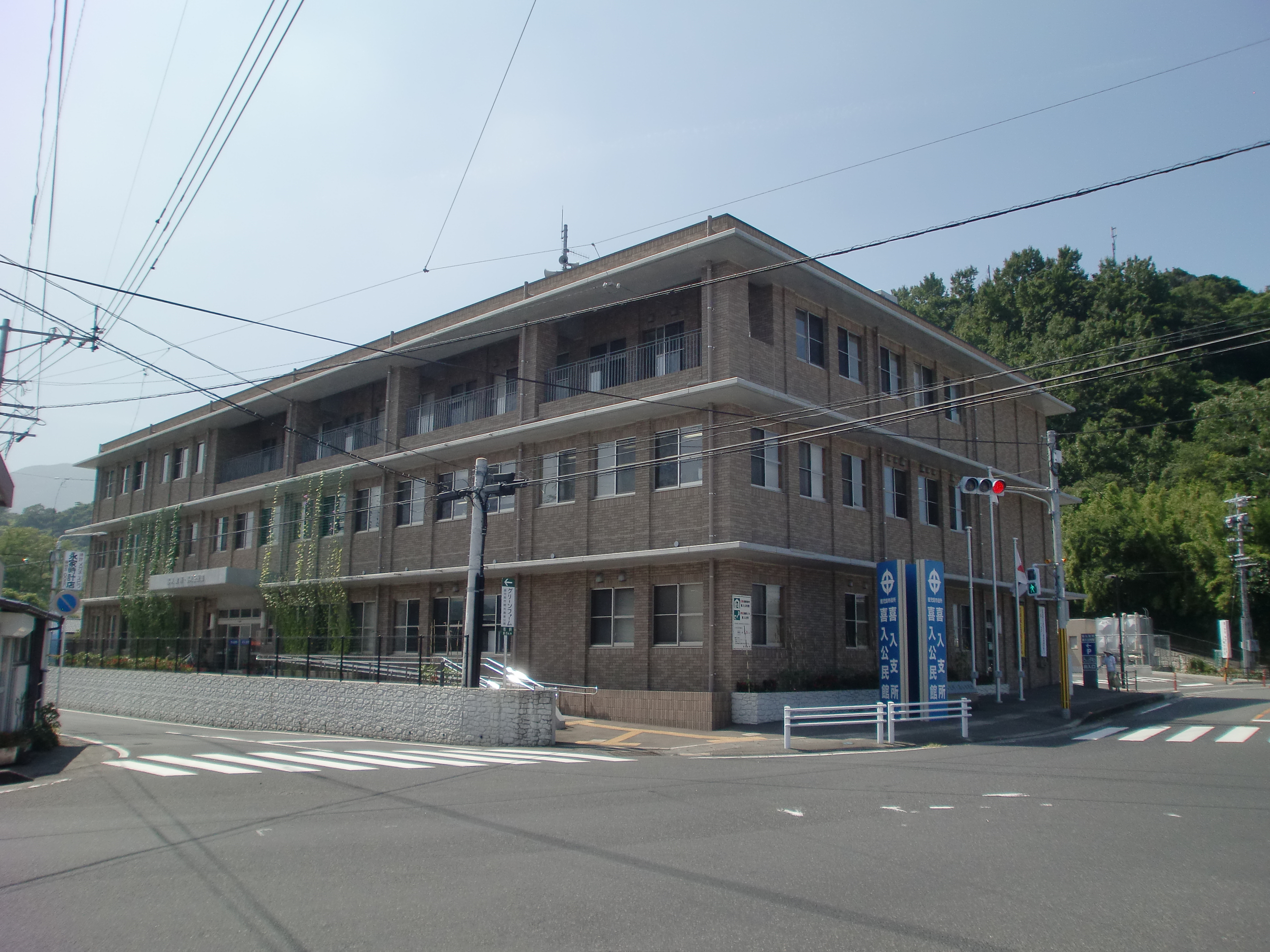
鹿児島市役所喜入支所

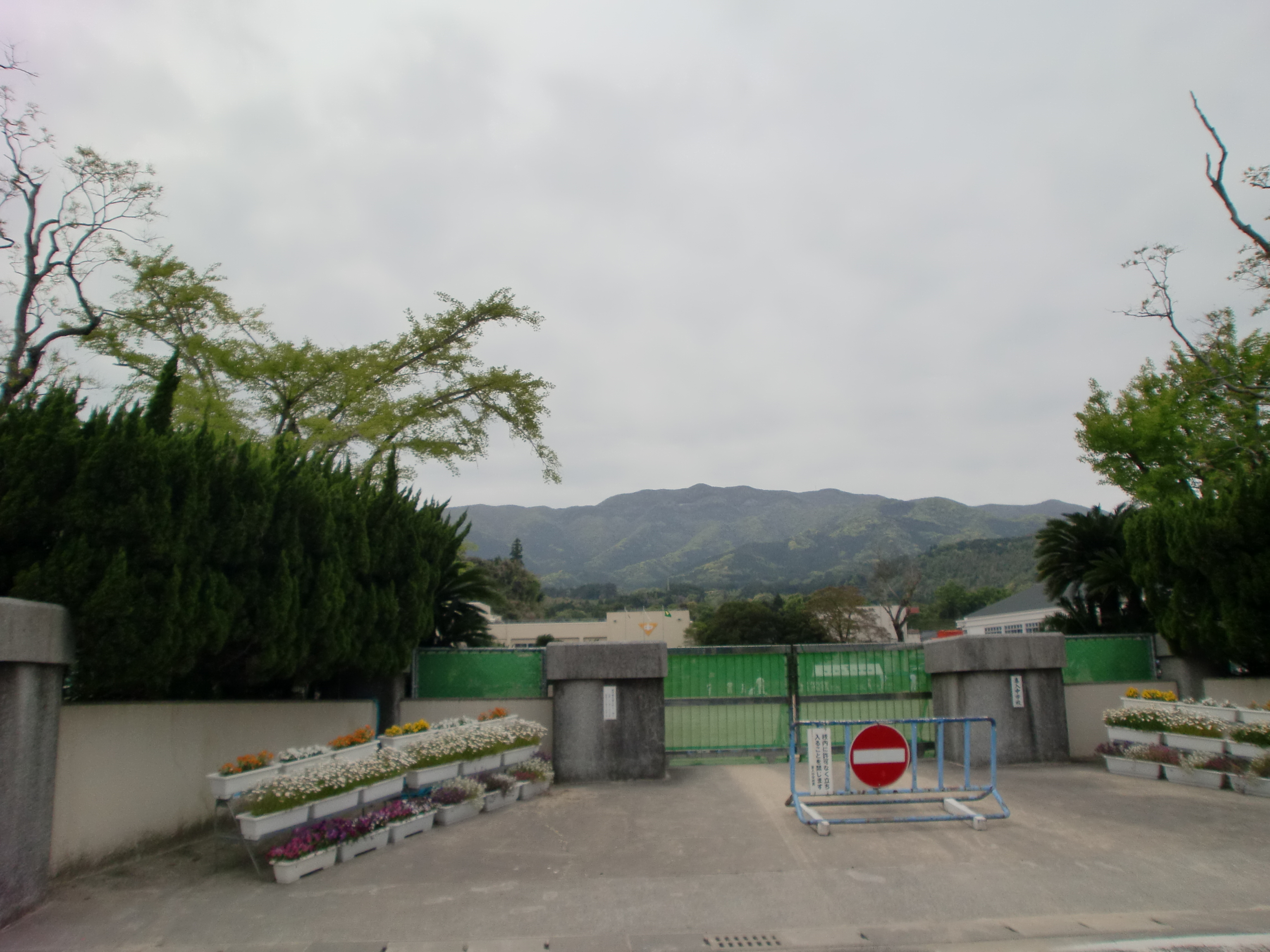
鹿児島市立喜入中学校

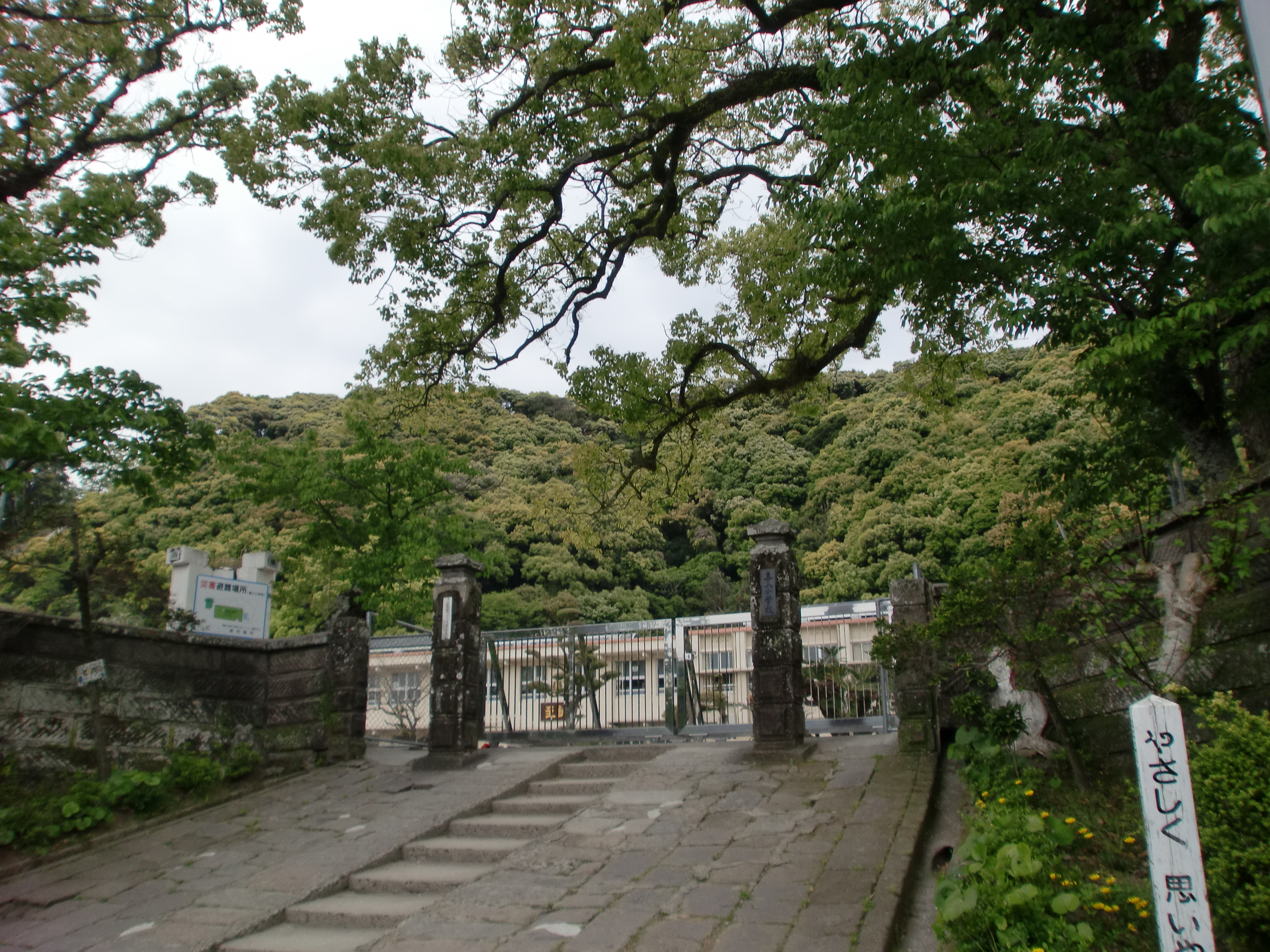
鹿児島市立喜入小学校

### 公共
- 鹿児島市役所喜入支所[18]
- 喜入公民館[29]
  - 鹿児島市立図書館喜入公民館図書室[30]
- 喜入地区保健センター[31]
- 鹿児島県警察鹿児島南警察署喜入交番[32]
- 鹿児島市消防局南消防署喜入分遣隊[33]
- 喜入総合体育館[34]
- 鹿児島市喜入武道館[34]

### 教育
- 鹿児島市立喜入中学校[35]
- 鹿児島市立喜入小学校[36]
- 喜入幼稚園[37]
- 喜入保育園

### 郵便局
- 喜入郵便局[38]
1874年（明治7年）に郵便取扱所として設置され、通常郵便を取り扱っていた[39]。1896年（明治29年）には内国為替、貯金が業務に追加され、1899年（明治32年）には小包郵便・外国為替を取り扱うようになった[39]。

### 寺社
- 宮坂神社[40]
- 火産霊神社（通称：愛宕神社）[41]
- 善行寺（浄土真宗本願寺派）[42]

## 小・中学校の学区
市立小・中学校に通う場合、学区（校区）は以下の通りとなる。
| 町丁   | 番・番地 | 小学校               | 中学校               |
| ------ | -------- | -------------------- | -------------------- |
| 喜入町 | 全域     | 鹿児島市立喜入小学校 | 鹿児島市立喜入中学校 |

## 交通

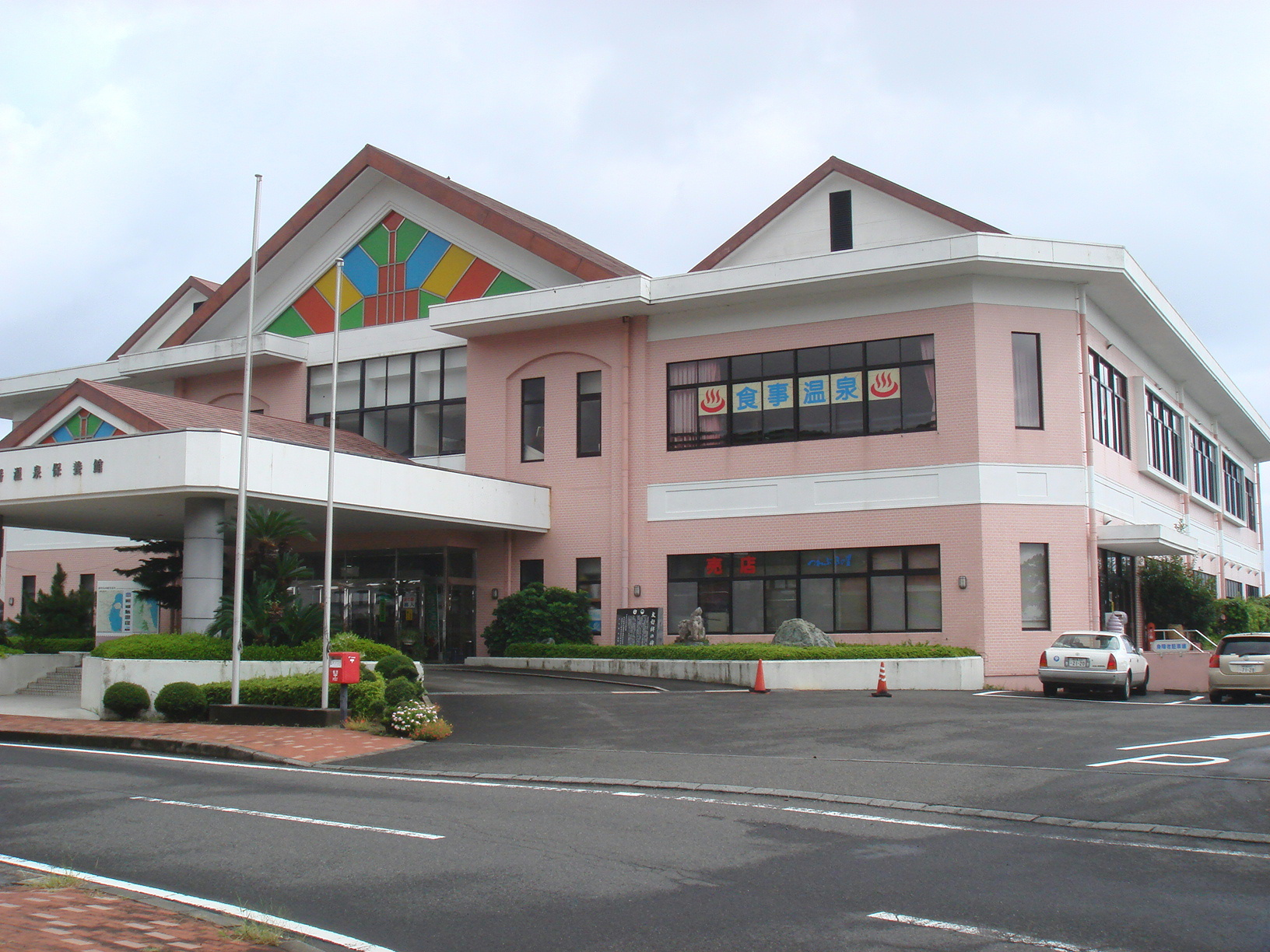
道の駅喜入

### 道路
一般国道
- 国道226号

主要地方道
- 鹿児島県道17号指宿鹿児島インター線（指宿スカイライン）

一般県道
- 鹿児島県道232号知覧喜入線
- 鹿児島県道233号喜入停車場線

道の駅
- 道の駅喜入

### 鉄道
九州旅客鉄道指宿枕崎線
- 喜入駅

## 出身人物
- 伊牟田尚平（薩摩藩重臣家臣）[41]